# Иджаз
И’джаз аль-Куран (араб. إعجاز القرآن‎) — термин, обозначающий чудесность и неподражаемость Корана по содержанию и форме.

## История
Согласно сведениям, арабы отчётливо понимали разницу между кораническими аятами и между речами прорицателей и поэтов. Более того, они чувствовали разницу и между Кораном и между проповедями самого Мухаммада. Слог писания изумлял этих искушённых знатоков бедуинской поэзии и приводил их в смятение. Исполненные решимости противостоять Мухаммаду, они не находили слов для убеждения своих соплеменников и не могли прийти к согласию относительно природы услышанного.
Возникшее в ходе пророческой деятельности Мухаммада представление об иджазе было обусловлено беспрецедентностью Корана в системе традиционных жанров арабской литературы того времени. В сурах 620—622 годах пророк Мухаммад призывает своих оппонентов создать что-либо подобное Корану. Этим обосновывается истинность пророческого откровения как со стороны Пророка, так и современных и средневековых исламских учёных.
В VIII—IX веках Коран оказался в центре внутриисламской полемики, прежде всего по вопросу о сотворённости и несотворённости Корана. Следует правильно понимать данное разногласие: никто не высказывал мнения о том, что книга или буквы являються несотворенными. 
Понятие иджаза играло важную роль в обосновании истинности пророческой миссии Мухаммада. В ходе этой полемики исламские богословы выработали представления о «чудесах» и «знамениях», воспринимаемых чувством (хиссия) и постигаемых разумом (’аклия). Главным вечным «чудом» (му’джиза, у’джуба) объявлялся Коран — главное «божественное знамение» (аят). Мусульманские богословы отказывали в неподражаемости Ветхому и Новому Завету.

## Концепции
Шииты выработали концепцию ас-сарфа, которая заключалась в том, что Коран как произведение словесности не является недосягаемо совершенным в формальном отношении, но в период деятельности пророка Мухаммада Бог лишил людей способности создать что-либо подобное. Это отдельная концепция в рамках невозможности привести подобное.
Суннитская концепция выработала представления о принципиальной недостижимости человеком совершенства коранического стиля (назм) и композиции (та’лиф).
Среди аргументов чудесности Корана были и «сообщения о сокровенном» (ахбар аль-гайб): Коран содержит такие сведения о прошлом, настоящем и будущем, которые неграмотный Пророк не мог получить обычным путем.
Ашариты выделили два аспекта:
- «внутренний» — «вечная речь, которая есть атрибут божественной сущности» (аль-калям аль-кадим аллязи хува сифат аз-зат)
- «внешний» — «то, что обозначает вечное, то есть произнесённые слова» (ад-далль ‘аля-ль-кадим ва хува-ль-альфаз)[7].

Такой подход позволил поставить важнейшую проблему — «единства формы и содержания» в Коране, что было особенно важно в контексте полемики вокруг шиитских символико-аллегорических истолкований (та’виль) Корана и толкований «скрытого» (батин) в Коране.
Среди мусульманских теологов продолжались споры вокруг концепции недостижимости человеком совершенства формы, сравнимой с коранической. Ибн аль-Му’тазз (ум. в 909 г.), ас-Суюти (ум. в 1505 г.) и др. утверждали, что в Коране можно найти архетипы всех риторических средств и что изучать и понимать эти архетипы можно только с помощью соответствующих наук (’илм аль-баян, ’ильм аль-ма’ани). Ибн Хазм (ум. в 1064 г.) и др. считали, что «слова Бога» в принципе несравнимы со «словами сотворённых». Аль-Бакиллани (ум. в 1013 г.) и др. пытались выработать компромиссное решение, согласно которому Коран полон стилистических красот, однако это не имеет никакой связи с принципом его неподражаемости.
Представления об иджазе Корана как о неотделимой части исламской доктрины произошло благодаря победе сторонников учения о несотворённости Корана. Этому сопутствовало распространение в литературной и учёной среде попыток подражания Корану (му’арадат аль-Кур’ан), осуществлённых стилистом Ибн аль-Мукаффом (ум. в 757 или 759 г.), знаменитыми поэтами Башшаром ибн Бурдой (уб. в 783 г.), Абу-ль-Атахией (ум. в 828 г.), Абу-ль-’Алей аль-Масарри (ум. в 1057 г.), аль-Мутанабби (ум. в 965 г.) и особенно му’тазилитом Ибн ар-Раванди.
Развитие теории иджаза шло при активном взаимодействии с филологическими дисциплинами. К началу XI века определился синтез учения об иджазе и теории учения о фигурах и конкретных приемах построения речи (бади‘).

## Перевод Корана
С концепцией иджаза связана доктрина о непереводимости Корана. Однако перевод (тарджама) в значении «комментарий» (тафсир) допускался при условии, если переводом не будет подменяться оригинальный текст. В 30-х годах XX века практика переводов Корана получила одобрение в аль-Азхаре. В настоящее время Коран переведён на многие языки как мусульманских, так и немусульманских народов.